# Svartbrynad myggsnappare
Svartbrynad myggsnappare (Polioptila caerulea) är en fågel i familjen myggsnappare inom ordningen tättingar.

## Kännetecken

### Utseende
Myggsnappare är små, gråaktiga fåglar som mycket aktivt rör sig genom växtligheten medan de konstant vippar, reser och brer ut sin långa stjärt för att skrämma upp insekter. Svartbrynad myggsnappare är mycket liten (10-12 cm) med mestadels vita yttre stjärtpennor på den svarta stjärten. Ovansidan är ljust blågrå med svart panna, tydligt vit ögonring och vita kanter på tertialerna. Näbben är kort, slank och avsmalnad.

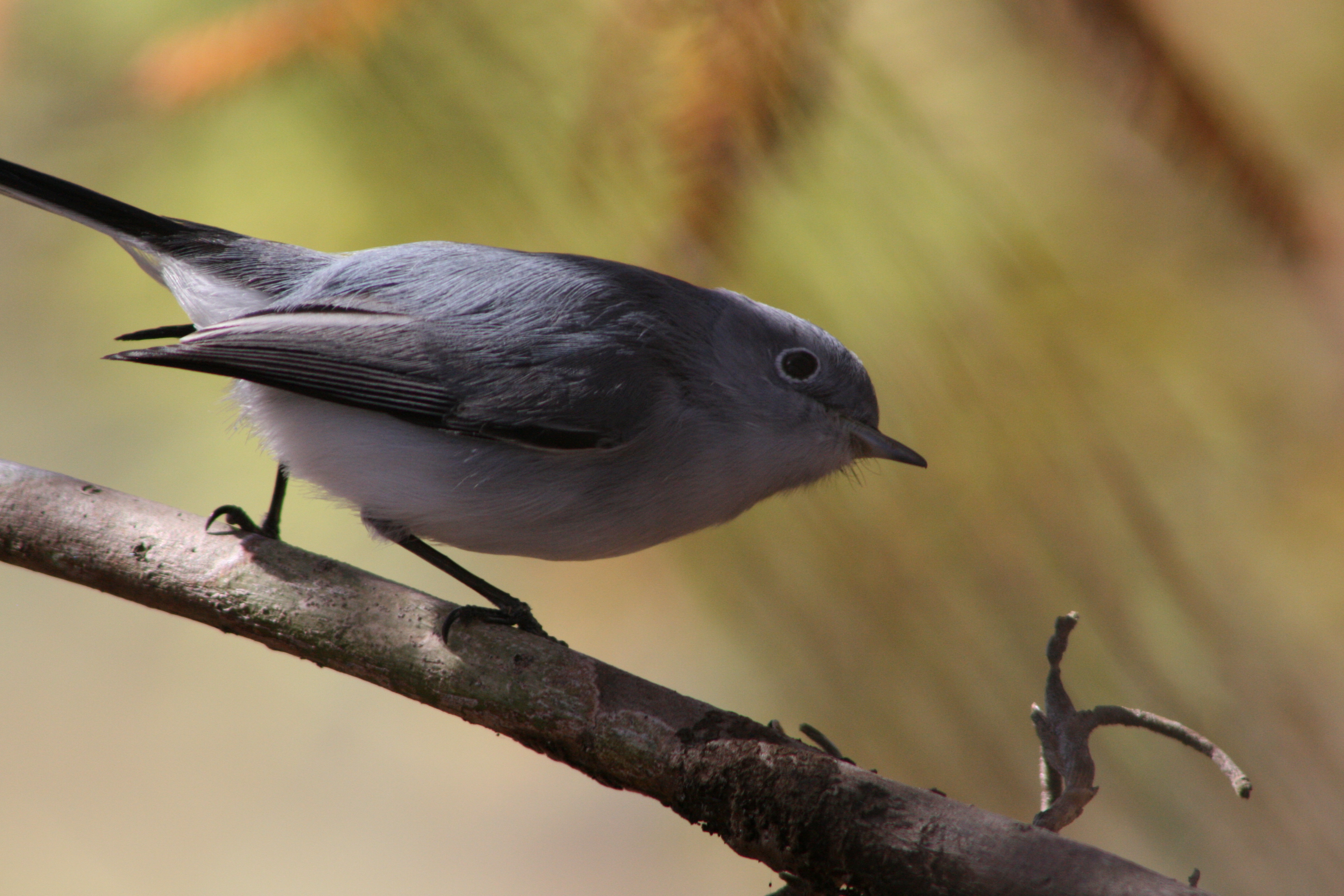

### Läten
Hanen har två olika sångvarianter, dels en enkel serie med fyra till åtta korta fraser. Senare på dagen sjunger den en mer komplex sång med inslag av vassa toner, ljusa visslingar, jamande ljud och härmningar från skrikor, tangaror, busksparvar, vireor, skogssångare och till och med snäppor. Det tunna och mycket nasala lätet återges i engelsk litteratur som "szeeewv" eller "zeeewv zeef zeef".

## Utbredning och systematik
Svartbrynad myggsnappare är den nordligast förekommande arten i familjen och den enda som hittas i östra Nordamerika. Den har dock en vid utbredning ända ned till södra Mexiko. Clements et al 2017 delar in svartbrynad myggsnappare i tre grupper av åtta underarter, med följande utbredning:
- Polioptila caerulea caerulea – östra och centrala USA vid golfkusten, övervintrar i nordöstra Mexiko och Västindien.
- obscura-gruppen
  - Polioptila caerulea amoenissima – sydvästra Oregon till norra Baja California och norra Mexiko. Övervintrar i södra Mexiko.
  - Polioptila caerulea obscura – södra Baja California.
  - Polioptila caerulea gracilis – förberg i Sonora i nordvästra Mexiko.
  - Polioptila caerulea nelsoni – södra Mexiko (Oaxaca och södra Chiapas).
  - Polioptila caerulea deppei – östra Mexiko (San Luis Potosí, Veracruz, Tabasco och norra Chiapas).
  - Polioptila caerulea mexicana – sydöstra Mexiko (Yucatánhalvön).
- Polioptila caerulea cozumelae – ön Cozumel (utanför Mexikos östkust).

International Ornithological Congress har en annan indelning, där amoenissima och gracilis inkluderas obscura liksom mexicana i nominatformen. De urskiljer dock två andra underarter, perplexa och comiteca med utbredning i östcentrala Mexiko respektive från centrala Mexiko till nordvästra Guatemala.

## Levnadssätt
Svartbrynad myggsnappare hittas i en mängd olika skogsbiotoper, gärna i fuktiga områden. Den undviker dock tät barrskog utan undervegetation. Fågeln livnär sig på små insekter och spindlar som den aktivt söker efter i lövverket.

### Häckning
Hanen och honan väljer boplats och bygger det skålformade boet tillsammans. Det placeras oftast rätt högt upp i ett lövträd, långt ute på en gren. Däri lägger honan en till två kullar med tre till fem ägg sm ruvas i elva till 15 dagar. Ungarna är flygga efter tio till 15 dagar. Under en häckningssäsong kan fågeln bygga upp till sju olika bon, varifrån den återanvänder bomaterial för nytt bobygge. Detta är ett svar på att fågeln ofta misslyckas med häckningen på grund av boparasitism eller predation. Svartbrynad myggsnappare försvarar aggressivt sitt revir och kan jaga bort rivaler så långt som 25 meter.

## Status och hot
Arten har ett stort utbredningsområde och en stor population, och tros öka i antal. Utifrån dessa kriterier kategoriserar internationella naturvårdsunionen IUCN arten som livskraftig (LC). Sedan början av 1900-talet har svartbrynad myggsnappare vidgat sin utbredning norrut, mellan 1975 och 2000 med över 30 mil, till följd av ökade temperaturer. Världspopulationen uppskattas till 160 miljoner häckande individer.